# Xanh
Xanh ist ein animierter Kurzfilm aus dem Jahr 2022. Der Film wurde 2023 mit dem deutschen Kurzfilmpreis ausgezeichnet.

## Handlung
In der Küche eines asiatischen Schnellimbisses unterhalten sich Duy Em und ihr Vater Ba über eine diskriminierende Situation. Dabei stellt sie ihrem Vater die Frage, warum er sich nicht gegen rassistische Bemerkungen wehrt. Duy Em hinterfragt die vermeintliche Resignation ihres Vaters und hakt nach. Wie er die Ungerechtigkeit in den vergangenen 40 Jahren wahrgenommen hat, erklärt er ihr in seiner Erinnerung über die Reise als einer der vietnamesischen Boatpeople nach Deutschland.

## Hintergrund
Der Film entstand im Rahmen des Studiums an der Filmakademie Baden-Württemberg in Ludwigsburg.

## Trivia
„Xanh“ bedeutet im Vietnamesischen sowohl grün als auch blau und weist auf die Wahl der Perspektive und den daraus resultierenden Kontext hin.

## Auszeichnungen
- Deutscher Kurzfilmpreis 2023, Deutscher Kurzfilmpreis Kategorie Animationsfilm bis 30 Minuten
- Shorts Offenburg 2023, Freiheitspreis der Stadt Offenburg & Publikumspreis Wettbewerbsblock 1[2]
- Braunschweig International Film Festival 2022, Publikumspreis Die Edda[3]
- Prädikat „Besonders wertvoll“, FBW Wiesbaden[4]